# ブラバント州

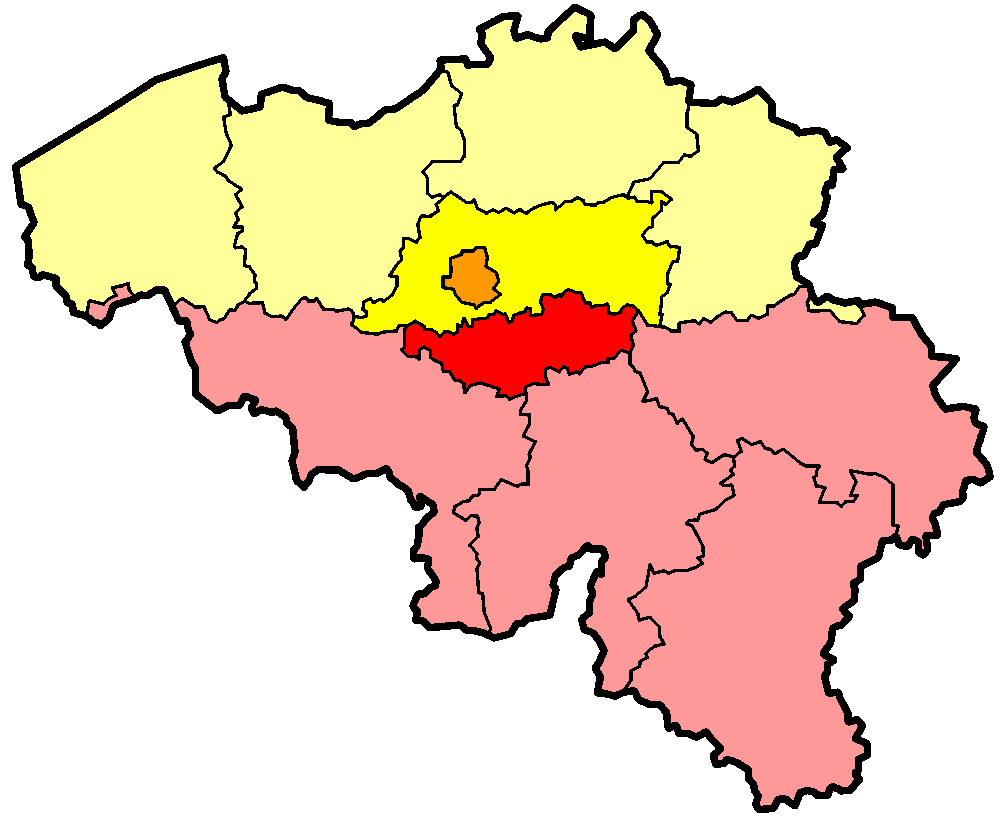
ブラバント州の位置。1995年にフラームス＝ブラバント州（黄色）、ブラバン・ワロン州（赤色）とブリュッセル首都圏地域（橙色）に分けられた。

ブラバント州、ブラバン州（オランダ語:Provincie Brabant、フランス語：Province de Brabant）は、1815年から1830年にネーデルラント連合王国に置かれ、その後、1830年から1995年までベルギーに置かれた州の名前。この州は1995年にフランデレン地域のフラームス＝ブラバント州とワロン地域のブラバン・ワロン州、そしてブリュッセル首都圏地域に分けられた。

## ネーデルラント連合王国時代
1815年、ウィーン会議によりネーデルラント連合王国が成立した。その領土は、ナポレオン時代にフランスに併合されていた旧ネーデルラント連邦共和国（現在のオランダ）と南ネーデルラント（現在のベルギー、ルクセンブルク）を含む領域であった。新王国では、フランス併合下でディール県（Dyle département）だった地域が新たにブラバント州となった。この名前はかつてのブラバント公国から取られた。

## ベルギー時代
1830年、旧南ネーデルラントだった地域はベルギー王国として独立した。ブラバント州には首都ブリュッセルがあり、ベルギーの中心的な州となった。
1989年にブリュッセル首都圏地域が創設されたが、この時点ではまだブラバント州の一部であった。1995年、ブラバント州はオランダ語地域とフランス語地域に分割され、前者はフラームス＝ブラバント州、後者はブラバン・ワロン州となった。また、ブリュッセル首都圏地域は独立した行政区画となった。